# Bronsttijd

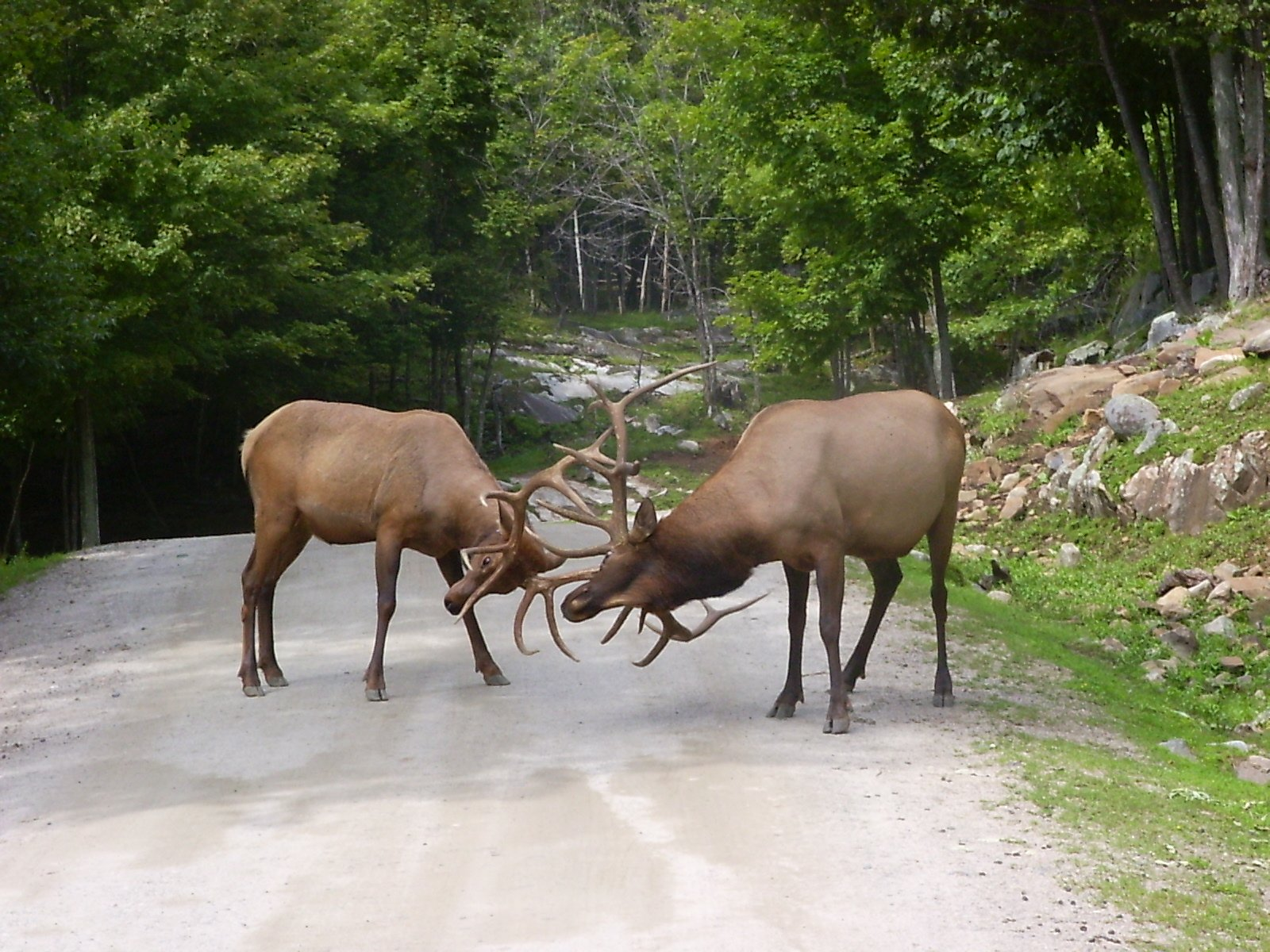
Twee mannelijke wapitiherten (Cervus canadensis) strijden om dominantie.

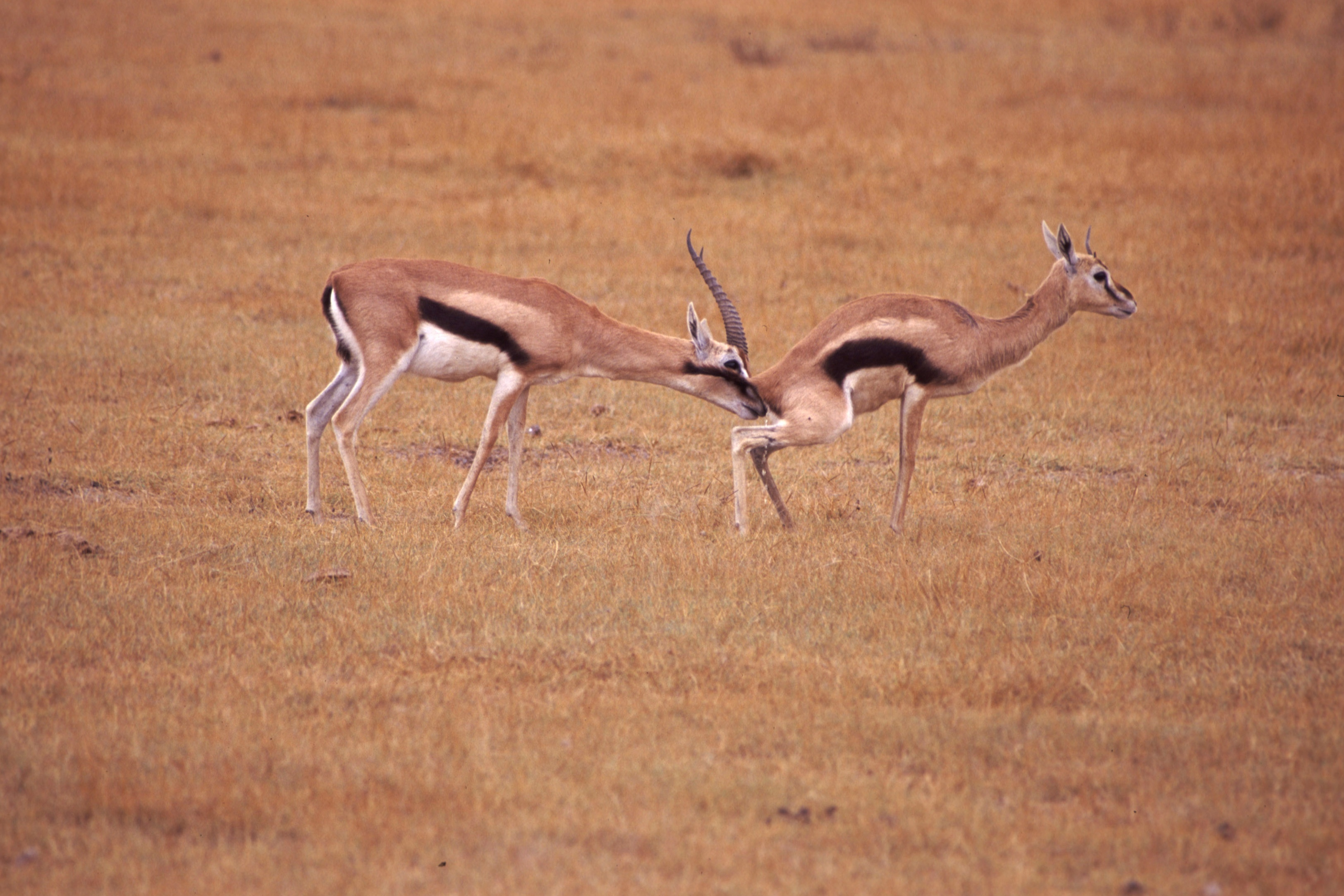
Mannelijke thomsongazelle (Gazella thomsoni) controleert of een vrouwtje bronstig is.

De bronsttijd of het paarseizoen (oestrus) is een periode waarin dieren een drang hebben om te paren. Dit wordt veroorzaakt door hormonale veranderingen in het lichaam van het dier. De bronsttijd van een diersoort begint met het vruchtbaar worden van het wijfje. Het mannetje reageert hierop. Bij zowel mannelijke als vrouwelijke dieren zijn tijdens de bronsttijd vaak veranderingen in gedrag, geur en uiterlijk waar te nemen.
Mannelijke dieren gedragen zich agressiever door een verhoogde hoeveelheid testosteron in hun bloed, waardoor zij beter in staat en meer geneigd zijn om te rivaliseren met andere mannetjes. Andere mannetjes zullen agressief benaderd en bevochten worden.
Vrouwtjes worden onrustiger en zullen, als zij solitair leven, geursporen uitzetten zodat een partner haar op het spoor kan komen. Vrouwelijke dieren die in groepen leven zoeken actief toenadering tot de dominante mannetjes. De bronst van het vrouwtje eindigt als zij bevrucht is. Meestal is zij dan niet langer seksueel interessant voor partners of zal ze mannetjes fel afweren.
In de periode dat een vrouwelijk dier jongen zoogt, wordt zij niet bronstig. Mannelijke leeuwen die een troep leeuwinnen overnemen van een oudere of verzwakte rivaal, doden de zogende welpen, zodat de leeuwinnen opnieuw bronstig worden en met hen willen paren. Dit heeft tot gevolg dat alle welpen hun eigen nakomelingen zijn.
Bronstige dieren hebben meestal weinig belangstelling voor voedsel en de bronsttijd is meestal een behoorlijke aanslag op hun conditie.

## Wanneer valt de bronsttijd?
Meestal valt de bronst samen met de herfst of de lente. Dit heeft te maken met de lengte van de dracht. Het jong wordt dan geboren in een periode van het jaar waarin het de meeste overlevingskans heeft. Omdat iedere soort verschillende lengte van de dracht heeft, valt voor iedere soort de bronsttijd ook verschillend. Bij dieren die ongeveer een jaar drachtig zijn, zal over het algemeen de bronsttijd in de lente zijn. Maar bij dieren die ongeveer een half jaar drachtig zijn, zal het in de herfst vallen.

## Mannetjes lokken vrouwtjes en andersom
Het zijn meestal de mannetjesdieren die moeten concurreren om een vrouwtje. Het vrouwtje kan immers maar één keer in een bepaalde periode drachtig worden en ze moet dus selectief zijn.
Daarom moet een mannetje het onderste uit de kan halen om te bewijzen dat juist hij beste keus is om mee te paren.
Mannetjes van solitair levende dieren zetten geursporen uit of proberen met lokroepen de aandacht van wijfjes te trekken.
Het 'burlen' van edelherten is hier een voorbeeld van.
Mannetjesvogels proberen het wijfje gunstig te stemmen door haar wat voedsel of nestmateriaal aan te bieden. Bij pinguins kan dit zelfs tot een soort prostitutie leiden, waarbij vrouwtjes mannetjes toestaan te paren in ruil voor nestmateriaal. Bij sommige vogelsoorten pronken de mannetjes met een opvallend verenkleed.
Vrouwtjes zetten ook geursporen uit. Iedere hondenbezitter kan bevestigen dat de geur van een loopse teef onweerstaanbaar is voor reuen. Soms nodigen wijfjes mannetjes uit door een soort voorspel. Dit kan spel zijn, een (speelse) achtervolging of een ritueel gevecht. De daadwerkelijke paring laat het vrouwtje pas toe als zij daar lichamelijk helemaal klaar voor is.
Veranderingen in uiterlijk komen ook voor bij bronstige wijfjes. Vrouwelijke apen krijgen bijvoorbeeld een sterk gezwollen achterwerk.
De gevechten tussen concurrerende mannetjes zijn meestal niet ernstig, een mannetjeshert zal in een dergelijk gevecht zijn gewei bijvoorbeeld niet op de flank van zijn rivaal richten. Het gevecht dient immers om te kunnen paren en niet om te doden. Dit is een voorbeeld van het zogenaamde 'ritueel vechten'. Als een mannetje succesvol is in een gevecht laat hij zien dat hij de sterkste is en dus sterk nageslacht kan verwekken.
Meestal zal een vrouwtje hem dan uitkiezen maar dit gebeurt niet altijd. Bij wilde paarden sluiten merries zich soms aan bij de hengst die het gevecht heeft verloren, waarom is niet duidelijk.
Wanneer dieren in een groep leven is het paren meestal voorbehouden aan één of meer dominante mannetjes. Jongere mannetjes zullen het dominante dier soms uitdagen maar ze zullen het meestal tegen hem afleggen. Wanneer het dominante dier verliest zal het jongere mannetje het nieuwe dominante dier worden. Dit gaat soms gepaard met het verstoten van de verliezer uit de kudde, en eventueel het doden van nakomelingen van de verliezer.

## Mensen en mensapen
De mens en mensapen hebben geen bronsttijd, maar in plaats daarvan een menstruatiecyclus.